# Cargolet de Yucatán
El cargolet de Yucatán (Campylorhynchus yucatanicus) és un ocell de la família dels troglodítids (Troglodytidae).

## Hàbitat i distribució
Habita zones amb cactus i matolls de les terres baixes costaneres del nord del Yucatán.